# Tüdő

Az ember légzőrendszerének vázlatos ábrázolása

A tüdő (pulmo) a gerincesek légzőszerveinek egyik legfontosabb része. A szerepe a belélegzett légköri oxigén véráramba juttatása és a vérben szállított szén-dioxid légkörbe juttatása a kilégzés által. A gázcsere specializálódott sejteken keresztül történik. A tüdő páros és lebenyes szerv. Az embernél a bal tüdő két lebenyből, a jobb pedig három lebenyből (lobus pulmonis) áll (vagyis a bal tüdő kisebb, mint a jobb). A tüdőnek nincs saját izomzata, a mellkas és a rekeszizom mozgása hozza létre a légcserét. A hörgők a tüdőlebenyekbe vezetik a levegőt. Két főhörgő van, amelyek fraktálszerűen egyre kisebb csövecskékre ágaznak el.
A tüdő anatómiájának megértéséhez szükséges vázolni a levegő útját a szájtól a tüdőhólyagocskákig. Amint a levegő elhagyja a szájat vagy az orrot, keresztülmegy az orrgaraton (nasopharynx), szájgaraton (oropharynx) a gégén (larynx), a légcsövön (trachea), majd hörgőkön (bronchus) (eközben tisztul, fölmelegszik és páratartalma növekszik) és hörgőcskék (bronchiolus) rendszerén, amíg végül eléri a tüdőhólyagocskákat (alveolus), ahol a gázcsere lezajlik.
A tüdővel kapcsolatos orvosi kifejezések gyakran kezdődnek a latin pulmonarius ("tüdő-") kifejezésből származó pulmo-, ill. görög πνεύμων ("tüdő") kifejezésből származó pneumo- előtaggal.

## Az emberi tüdő működése

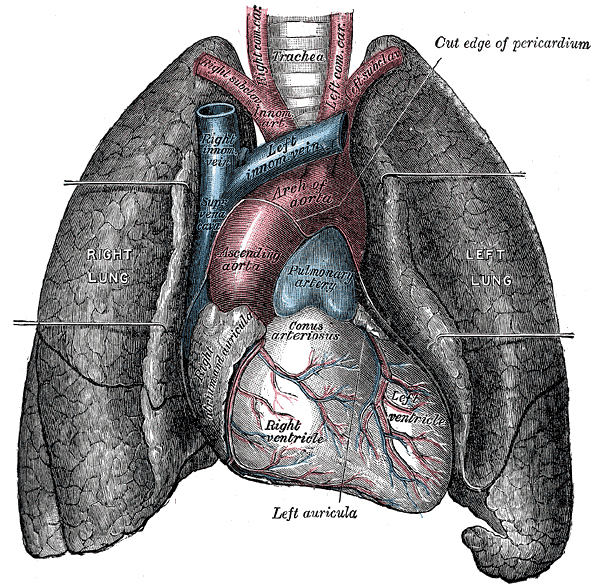
Az emberi szív és a tüdők helyzete a mellüregben

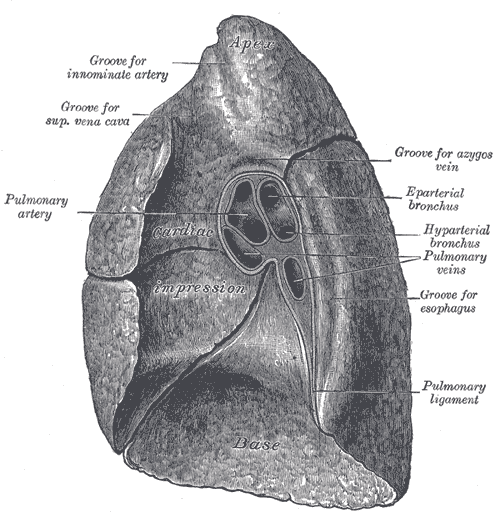
A jobb tüdő mediastinalis felszíne

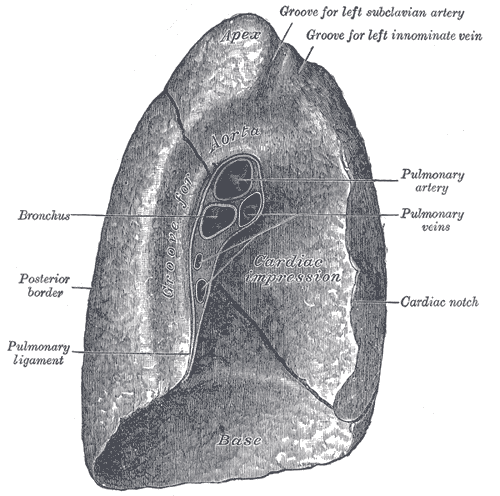
A bal tüdő mediastinalis felszíne

Belégzéskor a külső bordaközi izmok összehúzódnak a bordák megemelkednek, a rekeszizom összehúzódása következtében megnyílik a mellhártyaüreg "pótlólagos" ürege (sinus phrenicocostalis), a rekeszkupolák süllyednek, a mellüreg térfogata megnő, amit passzívan követ a rugalmas tüdő, így a tüdőben lévő (intrapulmonaris) nyomás csökken, és a külső légtérből a légutakon keresztül levegő áramlik a tüdőbe.
Kilégzéskor a külső bordaközi izmok elernyednek és a belső bordaközi izmok húzódnak össze a bordák lesüllyednek, a rekeszizom elernyed, a rekeszkupolák megemelkednek, a sinus phrenicocostalis záródik, a mellüreg térfogata csökken, és ezzel a tüdő rugalmassága folytán összehúzódik, térfogata csökken, és a tüdőben lévő nyomás nő, a levegő a légutakon keresztül kiáramlik. Nyugalmi légzéskor a kilégzés alapvetően passzív folyamat. (A bordák rugalmassága és a hasűri nyomás hozza létre.)
Nyugodt légzéskor egy egészséges felnőtt ember 1 perc alatt 16-szor vesz levegőt, ekkor 0,5 liter levegőt szívunk be és lélegzünk ki - ez a légzési térfogat (a nyugalomban belélegzett levegő mennyisége). Nehézlégzéskor a légzési segédizmok (mellizmok, széles hátizom, fűrészizmok, fejbiccentő izmok) is működésbe lépnek, és a beteg jellegzetes testhelyzetet vesz fel (félig ülő helyzet, a felső végtagokra támaszkodva). Jellemző tünet az orrszárnyi légzés is. Erőltetett légzéskor akár 2,5 liter levegőt is szívhatunk be - ez a belégzési tartalék. Kilégzéskor 1 liter kilégzési tartalék mindig megmarad.
Vitálkapacitás: teljes belégzés, majd teljes kilégzés után a kilégzett levegő mennyisége. Egészséges felnőttnél ez nagyjából 4 liter.

## A tüdő betegségei

### Tüdőgyulladás(Pneumonia)
Az alveolusok gyulladása.
Okai: baktérium, vírus, gomba, mozgáshiány, keringési rendellenesség (l. kis vérkör), idegen test belélegzése, szekunder betegség is lehet.
Tünetei: hidegrázás, magas láz, szúró mellkasi fájdalom, étvágytalanság, fáradékonyság.
Szövődmények: tüdőtályog, hegesedés a tüdőben, mellhártya gyulladás, keringési elégtelenség, vizenyő (ödéma).
Kezelése: tüneti kezelés (hidegrázás, láz, köhögés stb.), antibiotikum, bőséges folyadékbevitel.

### Tüdőtályog
Felső légutakon vagy a véráramban a baktériumok bejutnak a tüdőbe.
Okai: gennykeltő baktériumok, chronicus (idült) pneumonia.
Tünetei: bő, gennyes köpet, rtg. képen „füles kosár” – tályog a kosár, bemeneti helye a fül.
Kezelése: antibiotikum, esetleg sebészeti beavatkozás.

### Tüdőtágulat (emphysema)
A tüdő rugalmas elemeinek mennyisége az életkor előrehaladásával csökken, de az egyes környezeti ártalmak ezt a tendenciát felgyorsítják.
Korunk ilyen tényezője a füst, különösen a forró dohányfüst. Az ilyen betegekben magasabb oxigénszükséglet alakul ki, mivel nagyobb munkát kell a légzésre fordítaniuk.

### Légmell (Pneumothorax – PTX)
A mellhártya két lemeze közé levegő kerül, ezért a tüdő részben vagy teljesen összeesik. Típusai: lásd mellhártya.
Okai: trauma, veleszületett rendellenesség, lehet szekunder betegség, emphysema.
Tünetei: Hirtelen szúró mellkasi fájdalom, nehézlégzés, cianózis, köhögés, légzési hang hiánya.
Kezelése: kórház – szívódrén, ill. típustól függő műtéti beavatkozás.

### Krónikus obstruktív légúti betegség
A krónikus obstruktív légúti betegség (COPD) az obstruktív tüdőbetegség egyik fajtája, amelyet általában idült kilégzési áramláskorlátozottság jellemez. Az idő múlásával az állapot többnyire rosszabbodik. Főbb tünetei közé tartoznak: légszomj, köhögés, és köpetképződés. A krónikus hörghurut (bronchitis) igen gyakran jár együtt obstruktív légúti betegséggel.